# Vinko Kopač
Vinko Kopač,  slovenski jezikoslovec in prevajalec, * 9. januar 1912, Volosko pri Opatiji, Hrvaška, † 1. julij 1983, Ljubljana, Slovenija

## Življenje
Odraščal je s tremi sestrami v delovni družini s tenkočutnim odnosom do sočloveka in se že v ranem otroštvu preselil v  Ljubljano. Kot otrok je gojil različne športe, ki so se v najstniških letih zreducirali na plavalne discipline, predvsem na daljinsko plavanje. Talent za skoke v vodo s stolpa je okronal z naslovom državnega prvaka. Tekom študija se je pokazala njegova humanistična nrav in izjemen posluh za jezike, ki so bila rdeča nit njegovega življenja. Diplomiral je na romanistiki iz francoskega jezika, kasneje pa še na germanistiki iz angleškega in nemškega jezika.

## Delo

### Prva leta
Kot štipendist francoske vlade je eno leto preživel v  Parizu, kjer je črpal tudi znanje likovne in glasbene umetnosti ter se s povsem novim pogledom na slikarstvo vrnil v domovino, kjer sta s prijateljem, akademskim slikarjem Lojzetom Perkom, pogosto izmenjevala mnenja in poglede v dolgih debatah, v katerih je občasno sodelovala tudi Ksenija Prunk, slikarka in profesorica francoskega jezika na  Gimnaziji Vič v Ljubljani. Zaljubljen v francoski jezik, kulturo in umetnost, je od tega obdobja naprej iskal sprostitev v poslušanju Ravelovih koncertov in v milem glasu francoskega slavčka Edith Piaf. Močno se ga je dotaknil tudi pevec, pianist in komponist Gilbert Becaud.

### Prva služba in obdobje druge svetovne vojne
Prvo službo je našel v Podgorici, kjer je poučeval do leta 1940, od tam pa ga je pot pripeljala nazaj v Ljubljano. Ljubezen do jezikov in nenasitna želja po znanju ga je spodbujala k nenehnemu izpopolnjevanju in intenzivnemu učenju novih jezikov ter ga s pedantno natančnostjo pripeljala do aktivnega znanja desetih jezikov. 
Po drugi svetovni vojni se je udeležil več  mladinskih delovnih brigad, kjer je s številnimi prostovoljci sodeloval pri obnovi domovine. Leta 1946 je sodeloval na delovni akciji pri gradnji  železniške proge Brčko-Banovići v severovzhodni Bosni, v začetku leta 1947 v Stični, kasneje leta 1947 pa pri gradnji proge Šamac-Sarajevo v severni Bosni.

### Jeseniško obdobje
Humanist z visokimi moralnimi vrednotami,  izrazitim in nezmotljivim čutom za socialo ter neupogljivo hrbtenico, hkrati pa z bogatim interdisciplinarnim znanjem, se je kmalu znašel na seznamu »črnega kadra« takratne enoumne rdeče oblasti, ki ga je, da bi se ga znebila, z dekretom poslala službovat na  Gimnazijo Jesenice, skupaj s še drugimi izvrstnimi pedagogi, ki so mislili s svojo glavo. Zavoljo kvalitetnih profesorjev, kot so bili na primer slavistka Božena Anžič, jezikoslovec Dušan Čop, matematika Marjan Ažbe in Silvo Breskvar, so imeli tamkajšnji dijaki izjemne koristi. Na gimnaziji je profesor Kopač poučeval ruščino in bil od 1950-1951 tudi ravnatelj. Imeli so ga za ortodoksnega komunista, ki je osmošolce silil v delovne brigade. V prostem času je vodil interesne dejavnosti, poučeval v krožkih izven Jesenic, na tečajih širom Slovenije (leta 1955 je vodil tečaje angleškega jezika v Portorožu) in v na novo ustanovljenih šolah, kot sta bili Oficirska gimnazija in Večerna delavska gimnazija, predmeti, ki jih je poučeval pa so bili poleg jezikov tudi samoupravljanje s temelji marksizma, etika, psihologija in filozofija.

### Kasnejše obdobje in upokojitev
Leta 1956 je dobil službo na Prvi gimnaziji v Ljubljani, bivši Realki. Le-ta se je leta 1959 preimenovala v Tehniško šolo za elektrotehniško stroko, kjer je poučeval angleški jezik. Kratko obdobje je služboval tudi na Šubičevi gimnaziji v Ljubljani, kjer je predaval francoski jezik, a se je ponovno vrnil na Tehniško šolo, kjer je tudi dočakal upokojitev. Športnik po duši in večni ljubitelj narave in umetnosti je na samotnih pohodih v hribe premleval poglede grških filozofov na bistvo življenja, katerih dela je prebiral znova in znova in so se zrcalili tudi skozi njegov subtilni posluh za okolico.

## Dosežki

### Etimološki slovar slovenskega jezika
Ljubezen do slovenskega jezika je večnega jezikoslovca pripeljala do sodelovanja v skupini profesorja Bezlaja na  inštitutu za slovenski jezik v okviru SAZU, kjer je sodeloval pri nastajanju Etimološkega slovarja slovenskega jezika in se še posebej ukvarjal z narečnimi izrazi in izvorom besed.

### Prevajanje
V svoji bogati karieri je prevedel dve knjigi: Speča Sfinga (The Sleeping Sphinx), ki jo je napisal John Dickson Carr leta 1947 in je izšla v  Ljubljani:  Državna založba Slovenije leta 1962. Prevedel je tudi življenjepis Georgesa Simenona Spominjam se (Je me souviens), ki jo je napisal leta 1945 in je izšla v  Ljubljani :  Državna založba Slovenije leta 1979, kjer se je zopet posvetil francoskemu jeziku, h kateremu se je vse življenje vračal.